# Saison 1 d'Elementary
Chronologie
Saison 2
Cet article présente les vingt-quatre épisodes de la première saison de la série télévisée américaine Elementary.

## Synopsis
Le célèbre détective venu de Londres, Sherlock Holmes, habite New York. Tout juste sorti d'une cure de désintoxication, il est contraint de cohabiter avec son entraîneur de sobriété, le Dr Joan Watson, ancienne femme chirurgienne reconvertie dans l'assistanat. Les capacités d'observation et de déduction de Holmes et l'expertise médicale de Watson servent à résoudre les affaires les plus impossibles du NYPD.

## Distribution

### Acteurs principaux
- Jonny Lee Miller : Sherlock Holmes
- Lucy Liu : Joan Watson
- Aidan Quinn : le capitaine Tobias Gregson
- Jon Michael Hill : l'inspecteur Marcus Bell

### Acteurs récurrents
- Ato Essandoh : Alfredo Llamosa (épisodes 8, 18 et 20)
- Roger Rees : Alistair Moore (épisode 6)
- Linda Emond : Dr Candace Reed (épisodes 12, 13 et 16)
- Susan Pourfar : Emily Hankins (épisodes 4 et 18)
- Candis Cayne : Mme Hudson (épisode 19)
- Vinnie Jones : Sebastien Moran, alias « M » (épisodes 12 et 21)
- Natalie Dormer : Irène Adler / Jamie Moriarty (épisodes 22, 23 et 24)

### Invités
- Bill Heck : Ty Morstan[1] (épisode 2)
- Molly Price : Donna Kaplan[2] (épisode 4)
- Craig Bierko : Jim Fowkes[2] (épisode 4)
- Rozi Baker : Morgan Duncan (épisode 5)
- Anika Noni Rose : Dr Carrie Dwyer[3] (épisode 5)
- David Harbour : Dr Baldwin[4] (épisode 5)
- Callie Thorne : Terry D'Amico[5] (épisode 7)
- Lisa Edelstein : Heather Vanowen[6](épisode 8)
- Freda Foh Shen (en) : Mary Watson, mère de Joan[7] (épisode 9)
- Terry Kinney : Martin Ennis[8] (épisode 14)
- Josh Hamilton : Drew Gardner[9] (épisode 18)
- Jill Flint : Alysa Darvin[10] (épisode 19)
- F. Murray Abraham : The Actuary[11] (épisode 21)
- Arnold Vosloo : Christos Theophilus[12] (épisode 24)

## Production
Le 23 octobre 2012, la chaîne a commandé neuf épisodes supplémentaires, soit un total de 22 épisodes. Le 15 novembre 2012, CBS a commandé deux épisodes supplémentaires, soit un total de 24 épisodes.

### Diffusion
- Aux États-Unis, la série est diffusée depuis le 27 septembre 2012 sur CBS.
- Au Canada, la série est diffusée en simultané sur le réseau Global.

- La diffusion francophone va se dérouler ainsi :
  - En Suisse, la série est diffusée depuis le 24 octobre 2013 sur la RTS Un[15] ;
  - En France, depuis le 3 janvier 2014 sur M6[16] ;
  - En Belgique, depuis le 19 janvier 2014 sur RTL-TVI[17] ;
  - Au Québec, à partir du 10 février 2014 sur Séries+[18].

## Liste des épisodes

### Épisode 1:Sherlock et Watson
- États-Unis /  Canada : 27 septembre 2012 sur CBS[19] / Global
- Suisse : 24 octobre 2013 sur RTS Un[15]
- France : 3 janvier 2014 sur M6[16]
- Belgique : 19 janvier 2014 sur RTL-TVI[17]
- Québec : 10 février 2014 sur Séries+[18]

- États-Unis : 13,41 millions de téléspectateurs[20] (première diffusion)
- Canada : 1,98 million de téléspectateurs[21] (première diffusion)
- France : 5 millions de téléspectateurs[22] (première diffusion)

- Manny Perez (Olshansky)
- Dallas Roberts (Dr Richard Mantlo)
- Craig Walker (Peter Saldua)
- Jonathan Walker (Harrison Polk)
- Annika Boras (Amy Damper)
- Ward Horton (Acteur du soap opéra)
- Randal Turner (Chanteur d'opéra)
- Melissa Zapin (Chanteuse d'opéra)

### Épisode 2:Le Grand Sommeil
- États-Unis /  Canada : 4 octobre 2012 sur CBS / Global
- Suisse : 24 octobre 2013 sur RTS Un
- France : 3 janvier 2014 sur M6
- Belgique : 19 janvier 2014 sur RTL-TVI
- Québec : 17 février 2014 sur Séries+

- États-Unis : 11,13 millions de téléspectateurs[23] (première diffusion)
- Canada : 1,38 million de téléspectateurs[24] (première diffusion)
- France : 4,67 millions de téléspectateurs[22] (première diffusion)

- Bill Heck (Ty Morstan)
- Jennifer Ferrin (Kristin Ellison)
- Amy Landon (Yvette Ellison)
- Paul Michael Valley (Burly Man)
- Casey Siemaszko (Michael McGee)
- Rose Arredondo (Elaine)
- Rey Lucas (Martin)
- Ken Marks (Animateur du groupe)
- Chris Bresky (Droguée sobre depuis 3 ans)

### Épisode 3:La Chambre du monstre
- États-Unis /  Canada : 18 octobre 2012 sur CBS / Global
- Suisse : 31 octobre 2013 sur RTS Un
- France : 3 janvier 2014 sur M6
- Belgique : 26 janvier 2014 sur RTL-TVI
- Québec : 24 février 2014 sur Séries+

- États-Unis : 10,91 millions de téléspectateurs[25] (première diffusion)
- Canada : 1,49 million de téléspectateurs[26] (première diffusion)
- France : 4,14 millions de téléspectateurs[22] (première diffusion)

- Michael Countryman (Barry Kemper)
- Erin Dilly (Amanda Kemper)
- Christopher Evan Welch (Samuel Abbott)
- Yancey Arias (Robert Castillo)
- Selenis Leyva (Sara Castillo)
- Larisa Polonsky (Lori Thomas)
- Flint Beverage (Sergent O'Donnell)
- Brian O'Neill (Avocat de la famille Kemper)
- Andrew Chamberlain (Adam Kemper, âgé de 12 ans)
- Johnny Simmons (Adam Kemper, âgé de 19 ans)
- Don Guillory (Nouveau caméraman)

### Épisode 4:Les Maîtres de l'univers
- États-Unis /  Canada : 25 octobre 2012 sur CBS / Global
- Suisse : 31 octobre 2013 sur RTS Un
- France : 3 janvier 2014 sur M6
- Belgique : 26 janvier 2014 sur RTL-TVI
- Québec : 3 mars 2014 sur Séries+

- États-Unis : 10,31 millions de téléspectateurs[27] (première diffusion)
- Canada : 1,51 million de téléspectateurs[28] (première diffusion)
- France : 3,37 millions de téléspectateurs[22] (première diffusion)

- Molly Price (Donna Kaplan)
- Craig Bierko (Jim Fowkes)
- Luke Kirby (Aaron Ward)
- Andrew Pang (Dan Cho)
- Jennifer Van Dyck (Alyssa Talbott)
- Stephan Plunkett (Martin Rydell)
- Susan Pourfar (Emily Hankins)
- Nicole Patrick (ND Barista)
- Keren Dukes (homme en uniforme)
- Judy Kuhn (Conseiller)
- Tim Ewing (Sommelier)
- Alison Walla (Petite amie)

### Épisode 5:L'Ange de la mort
- États-Unis /  Canada : 1er novembre 2012 sur CBS / Global
- Suisse : 7 novembre 2013 sur RTS Un
- France : 10 janvier 2014 sur M6
- Belgique : 2 février 2014 sur RTL-TVI
- Québec : 10 mars 2014 sur Séries+

- États-Unis : 10,49 millions de téléspectateurs[29] (première diffusion)
- Canada : 1,45 million de téléspectateurs[30] (première diffusion)
- France : 3,9 millions de téléspectateurs[31] (première diffusion)

- David Harbour (Dr Baldwin)
- Anika Noni Rose (Dr Carrie Dwyer)
- Ben Rappaport (Dr Cahill)
- David Costabile (Danilo Gura)
- Eric Deskin (Richard Sanchez)
- Jenni Barber (Jacqueline Zoltana)
- Rozi Baker (Morgan Duncan)
- Jonathan C. Kaplan (Barista Dave)
- Jay Klaitz (Employé de la morgue)
- Shauna Miles (Infirmière)
- Eric Englishman (Garde de sécurité #1)

### Épisode 6:Y a-t-il un tueur dans l'avion?
- États-Unis /  Canada : 8 novembre 2012 sur CBS / Global
- Suisse : 7 novembre 2013 sur RTS Un
- France : 10 janvier 2014 sur M6
- Belgique : 2 février 2014 sur RTL-TVI
- Québec : 17 mars 2014 sur Séries+

- États-Unis : 10,9 millions de téléspectateurs[32] (première diffusion)
- Canada : 1,51 million de téléspectateurs[33] (première diffusion)
- France : 3,67 millions de téléspectateurs[31] (première diffusion)

- Brian Kerwin (Charles Cooper)
- Roger Rees (Allistair)
- Reiko Aylesworth (Miranda Molinari)
- Matthew Humphreys (Owen Bartes)
- Adam LeFevre (Ed Hairston)
- James Michael Reilly (Walter Devlin)
- Michelle Federer (Ellie Wilson)
- Ashley Bryant (Hôtesse)

### Épisode 7:Le Disciple
- États-Unis /  Canada : 15 novembre 2012 sur CBS / Global
- Suisse : 14 novembre 2013 sur RTS Un
- France : 10 janvier 2014 sur M6
- Belgique : 9 février 2014 sur RTL-TVI
- Québec : 24 mars 2014 sur Séries+

- États-Unis : 10,75 millions de téléspectateurs [34] (première diffusion)
- Canada : 1,37 million de téléspectateurs[35] (première diffusion)
- France : 3,31 millions de téléspectateurs[31] (première diffusion)

- Keith Szarabajka (Wade Crewes)
- Callie Thorne (Terry D'Amico)
- Juan Castano (Sean Figueroa)
- Steven Kunken (Dr Carrow)
- Amy Hohn (Dr Ryan)
- Brian Tarantina (Walsh)
- Stivi Paskoski (Victor Nardin)
- Evgeniya Petkova-Radilova (Katya)
- Steven Skybell (Dr Sacco)
- Stephen McKinley-Henderson (Gardien Edison)

### Épisode 8:Vengeance à retardement
- États-Unis /  Canada : 29 novembre 2012 sur CBS / Global
- Suisse : 14 novembre 2013 sur RTS Un
- France : 17 janvier 2014 sur M6
- Belgique : 9 février 2014 sur RTL-TVI
- Québec : 31 mars 2014 sur Séries+

- États-Unis : 10,46 millions de téléspectateurs[36] (première diffusion)
- Canada : 1,3 million de téléspectateurs[37] (première diffusion)
- France : 4,2 millions de téléspectateurs[38] (première diffusion)

- Lisa Edelstein (Heather Vanowen)
- Ato Essandoh (Alfredo Llamosa)
- Earl Wheeler (Donnie Keshawarz)
- Deepa Purohit (Himali Singh)
- John Pankow (Edgar Knowles)
- Adam Mucci (Rennie James)
- Rufus Collins (Adrian)
- Dan Bittner (Dave Preston)
- Charles Socarides (Royce Maltz)
- Vedant Gokhale (Pradeep Singh)
- Steve Cirbus (Démineur)
- Ellen Harvey (Directeur de la banque)
- Cari Vujcec (Toxicomane)
- Tom Titone (Lobbyiste)

### Épisode 9:Les Yeux du mal
- États-Unis /  Canada : 6 décembre 2012 sur CBS / Global
- Suisse : 21 novembre 2013 sur RTS Un
- France : 17 janvier 2014 sur M6
- Belgique : 14 février 2014 sur RTL-TVI
- Québec : 7 avril 2014 sur Séries+

- États-Unis : 10,31 millions de téléspectateurs[39] (première diffusion)
- Canada : 1,4 million de téléspectateurs[40] (première diffusion)
- France : 3,9 millions de téléspectateurs[38] (première diffusion)

- Kristy Wu (Jun)
- Cameron Scoggins (Brendan O'Brien)
- Richard Topol (Trent Annunzio)
- Adam Rothenberg (Liam Danow)
- Lord Jamar (Raul Ramirez)
- Randall Duk Kim (Vieil homme)
- Kevin Henderson (Détective du N.D.)
- Andy Royce (Jeune garçon)

### Épisode 10:Léviathan
- États-Unis /  Canada : 13 décembre 2012 sur CBS / Global
- Suisse : 21 novembre 2013 sur RTS Un
- France : 17 janvier 2014 sur M6
- Belgique : 14 février 2014 sur RTL-TVI
- Québec : 14 avril 2014 sur Séries+

- États-Unis : 10,46 millions de téléspectateurs [41] (première diffusion)
- Canada : 1,375 million de téléspectateurs[42] (première diffusion)
- France : 3,3 millions de téléspectateurs[38] (première diffusion)

- Freda Foh Shen (Mary Watson)
- Stephen Park (Oren Watson)
- Gbenga Akinnagbe (Jeremy Lopez)
- Reg Rogers (Micah Erlich)
- David Batonvert (John Bolger)
- Gabrielle Harper (Jennifer Kim)
- Gwen Lynch (Tonya Glanz)
- Alan Kent (Glenn Kalison)
- Dee Hoty (Patsy)
- Charles Briggs (Sean Dugan)
- Nathaniel McIntyre (Officier en uniforme)
- Sue Simmons (Journaliste)

### Épisode 11:La Maison des mystères
- États-Unis /  Canada : 3 janvier 2013 sur CBS / Global
- Suisse : 28 novembre 2013 sur RTS Un
- France : 24 janvier 2014 sur M6
- Belgique : 21 février 2014 sur RTL-TVI
- Québec : 21 avril 2014 sur Séries+

- États-Unis : 11,44 millions de téléspectateurs[43] (première diffusion)
- Canada : 1,86 million de téléspectateurs[44] (première diffusion)
- France : 4,1 millions de téléspectateurs[45] (première diffusion)

- Mark Moses (Oliver Purcell)
- Melissa Farman (Carly Purcell)
- Jake Weber (Geoffrey Silver)
- Cynthia Darlow (Mme Dean)
- Leigh Ann Larkin (Harmony)
- Jennifer Regan (Agent Claudia Camden)
- Shirley Roeca (Estella)
- Natalie Toro (Marisol)
- Simon Jutras (Homme d'affaires français)
- Arash Mokhtar (Diplomate du Moyen-Orient #1)
- Al Nazemian (Diplomate du Moyen-Orient #2)
- Sam Freed (Avocat d'Oliver)

### Épisode 12:M
- États-Unis /  Canada : 10 janvier 2013 sur CBS / Global
- Suisse : 28 novembre 2013 sur RTS Un
- France : 24 janvier 2014 sur M6
- Belgique : 21 février 2014 sur RTL-TVI
- Québec : 28 avril 2014 sur Séries+

- États-Unis : 11,48 millions de téléspectateurs[46] (première diffusion)
- Canada : 1,53 million de téléspectateurs[47] (première diffusion)
- France : 3,8 millions de téléspectateurs[45] (première diffusion)

- Vinnie Jones (M. / Sebastian Moran)
- Marsha Stephanie Blake (Melanie Cullen)
- Bobb'e J. Thompson (Teddy)
- Linda Emond (Dr Candace Goodwin)
- Gabrielle Senn (Escort-girl)
- Mark Morettini (Policier en uniforme)

### Épisode 13:Jeux de guerre
- États-Unis /  Canada : 31 janvier 2013 sur CBS / Global
- Suisse : 5 décembre 2013 sur RTS Un
- France : 31 janvier 2014 sur M6
- Belgique : 28 février 2014 sur RTL-TVI
- Québec : 5 mai 2014 sur Séries+

- États-Unis : 10,9 millions de téléspectateurs[48] (première diffusion)
- Canada : 1,21 million de téléspectateurs[49] (première diffusion)
- France : 3,85 millions de téléspectateurs[50] (première diffusion)

- Linda Emond (Candace Goodwin)
- Richard Bekins (Harold Dresden)
- Michael Laurence (Walter McClenahan)
- Ann Sanders (Veena Mehta)
- Reese Madigan (Sheldon Frost)
- Chris Sullivan (Todd Clarke)
- Tom Riis Farrell (Gary Sullivan)
- Robert C. Kirk (Inspecteur Polson)
- Philip Hernandez (Carlos Anillo)
- Nancy Ringham (Bonnie Dresden)
- Kathryn Meisle (Thérapeute)
- Tawny Cypress (Femme en costume noir)
- Kelly Aucoin (Femme en costume gris)
- Clifton Duncan (Policier en uniforme)

### Épisode 14:Profilage
- États-Unis /  Canada : 3 février 2013 sur CBS / Global
- Suisse : 5 décembre 2013 sur RTS Un
- France : 24 janvier 2014 sur M6
- Belgique : 28 février 2014 sur RTL-TVI
- Québec : 12 mai 2014 sur Séries+

- États-Unis : 20,8 millions de téléspectateurs[51] (première diffusion)
- France : 3,4 millions de téléspectateurs[45] (première diffusion)

- Kari Matchett (Kathryn Drummond)
- Terry Kinney (Martin Ennis)
- Roger Robinson (Bruce Kushner)
- Jessica Hecht (Patricia Ennis)
- Che Ayende (Vasquez)
- David Wilson Barnes (en) (Cooper)
- Scott Jaeck (Maxwell Krebs)
- Whitney Kimball Long (Sophie)
- Jessie Hochmuth (Reggie)
- Elizabeth Ariosto (Cindy)
- Scott Whitehurst (Docteur)
- Nikiya Mathis (Infirmière)
- Christopher Burns (Inspecteur)
- Napiera Groves (Femme charmante #1)
- Elizabeth Masucci (Femme charmante #2)
- Jesse Lenat (Sans-abri)
- Jason Babinsky (Policier en uniforme #1)
- Kohler McKenzie (Policier en uniforme #2)

- Cet épisode a été diffusé immédiatement après le Super Bowl XLVII[52].

### Épisode 15:Les Vieux Démons
- États-Unis /  Canada : 7 février 2013 sur CBS / Global
- Suisse : 12 décembre 2013 sur RTS Un
- France : 31 janvier 2014 sur M6
- Belgique : 7 mars 2014 sur RTL-TVI
- Québec : 19 mai 2014 sur Séries+

- États-Unis : 10,84 millions de téléspectateurs[53] (première diffusion)
- Canada : 1,36 million de téléspectateurs[54] (première diffusion)
- France : 3,61 millions de téléspectateurs[50] (première diffusion)

- John Hannah (Rhys)
- Michael Irby (Xande Molina)
- Allie Gallerani (Emily)
- Armand Schultz (Derrick Hughes)
- Joey Auzenne (Livreur)
- Herman Chavez (Peintre dominicain)

### Épisode 16:L'Honneur d'un flic
- États-Unis /  Canada : 14 février 2013 sur CBS / Global
- Suisse : 12 décembre 2013 sur RTS Un
- France : 31 janvier 2014 sur M6
- Belgique : 7 mars 2014 sur RTL-TVI
- Québec : 26 mai 2014 sur Séries+

- États-Unis : 10,98 millions de téléspectateurs[55] (première diffusion)
- Canada : 1,37 million de téléspectateurs[56] (première diffusion)
- France : 3,2 millions de téléspectateurs[50] (première diffusion)

- Paula Garces (Officier Paula Reyes)
- Malcolm Goodwin (Andre Bell)
- Anwan Glover (Curtis Bradshaw)
- Linda Emond (Dr Candace Reed)
- Lynda Gravatt (Lenore)
- Matt McGorry (Officier Sam Kelcko)
- Kelvin McGrue (Cronie #1)
- Michael Bakkensen (Journaliste #1)
- Wayne Pretlow (Directeur Adjoint)

### Épisode 17:Savant fou
- États-Unis /  Canada : 21 février 2013 sur CBS / Global
- Suisse : 19 décembre 2013 sur RTS Un
- France : 7 février 2014 sur M6
- Belgique : 14 mars 2014 sur RTL-TVI
- Québec : 2 juin 2014 sur Séries+

- États-Unis : 11,19 millions de téléspectateurs[57] (première diffusion)
- Canada : 1,52 million de téléspectateurs[58] (première diffusion)
- France : 3,9 millions de téléspectateurs[59] (première diffusion)

- Dennis Boutsikaris (Gerald Lydon)
- Christopher Sieber (en) (Carter Lydon)
- Michael Izquierdo (Josh Lydon)
- Steven Hauck (Crabtree)
- Bennett Bradley (M. Tompkins)
- Jennifer Lim (Natasha Kademan)
- David Furr (Paul Reeves)
- Gibson Frazier (Raph Keating)
- Albert Jones (Benny Cordero)
- Barbara Miluski (Agnieszka)
- Aleksander Mici (Ludoslaw)
- Tom Galantich (Brian Watt)
- Caroline Strong (Ashley Mitchell)
- Annalaina Marks (Miss Angel)
- Justine Cotsonas (Miss Angel)
- Patricia Conolly (Greta Dunwoody)
- George Bartenieff (Jurgi)

### Épisode 18:Déjà vu
- États-Unis /  Canada : 14 mars 2013 sur CBS / Global
- Suisse : 19 décembre 2013 sur RTS Un
- France : 7 février 2014 sur M6
- Belgique : 14 mars 2014 sur RTL-TVI
- Québec : 9 juin 2014 sur Séries+

- États-Unis : 11,33 millions de téléspectateurs[60] (première diffusion)
- Canada : 1,46 million de téléspectateurs[61] (première diffusion)
- France : 3,61 millions de téléspectateurs[59] (première diffusion)

- Susan Pourfar (Emily Hankins)
- Ato Essandoh (Alfredo Llamosa)
- Josh Hamilton (Drew Gardner)
- Geneva Carr (Rebecca Burrell)
- Andre Royo (Thaddeus)
- Jim True-Frost (Anson Samuels)
- Timothy Sekk (Ken)
- Victoria Cartagena (Hope)
- Roxanna Hope (Callie Burrell)
- Penny McNamee (Vivian Tulley)
- Kenneth Tigar (Philip Armistead)
- Jimmy Palumbo (Garde de la sécurité)

### Épisode 19:Tempête de neige
- États-Unis /  Canada : 4 avril 2013 sur CBS / Global
- Suisse : 26 décembre 2013 sur RTS Un[62]
- France : 14 février 2014 sur M6
- Belgique : 21 mars 2014 sur RTL-TVI
- Québec : 16 juin 2014 sur Séries+

- États-Unis : 10,48 millions de téléspectateurs[63] (première diffusion)
- Canada : 1,34 million de téléspectateurs[64] (première diffusion)
- France : 3,9 millions de téléspectateurs[65] (première diffusion)

### Épisode 20:Un père en colère
- États-Unis /  Canada : 25 avril 2013 sur CBS / Global
- Suisse : 26 décembre 2013 sur RTS Un[62]
- France : 14 février 2014 sur M6
- Belgique : 21 mars 2014 sur RTL-TVI
- Québec : 23 juin 2014 sur Séries+

- États-Unis : 10,07 millions de téléspectateurs[66] (première diffusion)
- Canada : 1,34 million de téléspectateurs[67] (première diffusion)
- France : 3,5 millions de téléspectateurs[65] (première diffusion)

- Joseph Siravo (Anthony Pistone)
- Ato Essandoh (Alfredo Llamasa)
- David Mogentale (Charles Augustus Milverton)
- Thomas Jay Ryan (Ken Whitman)
- Portia Reiners (Eva Whitman)
- Wayne Duvall (Duke Landers)
- Thomas Guiry (Brent Garvey)
- Russell G. Jones (Procureur)

### Épisode 21:Tueurs en série
- États-Unis /  Canada : 2 mai 2013 sur CBS / Global
- Suisse : 2 janvier 2014 sur RTS Un[68]
- France : 21 février 2014 sur M6
- Belgique : 28 mars 2014 sur RTL-TVI
- Québec : 30 juin 2014 sur Séries+

- États-Unis : 9,75 millions de téléspectateurs[69] (première diffusion)
- Canada : 1,17 million de téléspectateurs[70] (première diffusion)
- France : 3,67 millions de téléspectateurs[71] (première diffusion)

- Vinnie Jones (Sebastian Moran)
- F. Murray Abraham (Le Statisticien)
- Roger Aaron Brown (John Douglas)
- Byron Jennings (Van Der Hoff)
- Helen Coxe (Hillary Taggart)
- Laurence Lau (Baumann)
- Morgan Weed (Fille en cheveux Arc-en-Ciel)
- Mark Diconzo (Policier en uniforme)
- Tony F. Devito (Païen #1)
- Aaron Berg (Païen #2)
- Berto Colon (Will)
- Kristine Johnson (Journaliste)

### Épisode 22:À vos risques et périls
- États-Unis /  Canada : 9 mai 2013 sur CBS / Global
- Suisse : 2 janvier 2014 sur RTS Un[68]
- France : 21 février 2014 sur M6
- Belgique : 28 mars 2014 sur RTL-TVI
- Québec : 7 juillet 2014 sur Séries+

- États-Unis : 9,29 millions de téléspectateurs[72] (première diffusion)
- Canada : 1,26 million de téléspectateurs[73] (première diffusion)
- France : 3,4 millions de téléspectateurs[71] (première diffusion)

- Adam Godley (Anglais)
- Natalie Dormer (Irène Adler)
- J.C. MacKenzie (Daren Sutter)
- Francie Swift (Katie Sutter)
- Stephanie Kurtzuba (Eileen Rourke)
- Con Horgan (Wallace Rourke)
- Sean Dougherty (Inspecteur)
- Kristine Johnson (Journaliste)

### Épisode 23:Irène
- États-Unis /  Canada : 16 mai 2013 sur CBS[74] / Global
- Suisse : 9 janvier 2014 sur RTS Un[75]
- France : 28 février 2014 sur M6
- Belgique : 4 avril 2014 sur RTL-TVI
- Québec : 14 juillet 2014 sur Séries+

- États-Unis : 8,98 millions de téléspectateurs[76] (première diffusion)
- Canada : 1,15 million de téléspectateurs[77] (première diffusion)
- France : 3,55 millions de téléspectateurs[78] (première diffusion)

- Natalie Dormer (Irène Adler)
- Erik Jensen (Isaac Proctor)
- Lucas Caleb Rooney (Duane Proctor)
- Frank Deal (Inspecteur Muldoon)
- Christopher McCann (Dr Del Santo)
- John Bedford Lloyd (Lieutenant)
- Henry Hodges (Étudiant)

### Épisode 24:Alias Moriarty
- États-Unis /  Canada : 16 mai 2013 sur CBS[74] / Global
- Suisse : 9 janvier 2014 sur RTS Un[75]
- France : 28 février 2014 sur M6
- Belgique : 4 avril 2014 sur RTL-TVI
- Québec : 21 juillet 2014 sur Séries+

- États-Unis : 8,98 millions de téléspectateurs[76] (première diffusion)
- Canada : 1,15 million de téléspectateurs[77] (première diffusion)
- France : 3,44 millions de téléspectateurs[78] (première diffusion)

- Natalie Dormer (Irène Adler / Moriarty)
- Arnold Vosloo (Christos Theophilus)
- Dominic Fumusa (Jordan Conroy)